# Лох-Мелвин
Лох-Мелвин (ирл. Loch Meilbhe, англ. Lough Melvin) — озеро на границе Ирландии и Великобритании, между графствами Литрим и Фермана, примерно 5,6 километра в ширину и 12 в длину. Озеро является известным рыболовным центром — здесь водятся такие уникальные виды лососёвых, как Gillaroo, Sonaghen, Ferox.
Среди рыболовов, удивших в этом озере — Чарли Чаплин.